# Sotazero
Sotazero (títol original en castellà, Bajocero) és una pel·lícula espanyola de 2021, del gènere acció, aventura, terror i thriller, dirigida per Lluís Quílez i protagonitzada per Javier Gutiérrez Álvarez, Luis Callejo i Karra Elejalde. Rodada originalment en castellà, s'ha doblat al català per a TV3.

## Sinopsi
En una freda nit d'hivern, en una carretera a la meitat del no-res, un furgó policial blindat és assaltat durant un trasllat de presos des de la presó de Sòria a la de Conca. Algú està buscant un pres del seu interior. Martín, el policia conductor del furgó, aconsegueix atrinxerar-se dins del cubicle blindat amb els reclusos. Obligat a entendre's amb els seus enemics i companys de viatge, Martín ha de sobreviure i complir amb el seu deure en una llarga nit en la qual es posaran a prova fins i tot els seus principis.

## Repartiment
- Javier Gutiérrez Álvarez - Martín
- Karra Elejalde - Miguel
- Luis Callejo - Ramis
- Patrick Criado - Nano
- Andrés Gertrúdix - Golum
- Isak Férriz - Montesinos
- Miquel Gelabert - Pardo
- Édgar Vittorino - Rei
- Florín Opritescu - Mihai
- Àlex Monner - Chino
- Ángel Solo - Policia gran
- Marc Padró - Policia jove

## Producció
El rodatge va tenir lloc a la Sierra de Guadarrama de la comunitat de Madrid, on hi ha l'antiga presó de Segòvia, i a la Castella-la Manxa, des del 8 de febrer de 2019 durant set setmanes. Netflix va informar que la pel·lícula havia estat vista per 47 milions de comptes en el seu primer mes al servei.

## Premis i nominacions
| Premi                | Categoria                         | Receptor(s)                   | Resultat |
| -------------------- | --------------------------------- | ----------------------------- | -------- |
| Premis Gaudí de 2022 | Gaudí als millors efectes visuals | Lluís Rivera i Lluís Castells | Nominada |
| XXXVI Premis Goya    | Millor muntatge                   | Antonio Frutos                | Nominada |